# JNR série 417
Pour les articles homonymes, voir Série 417.
La série 417 (417系, 417-kei) (417けいでんしゃ/417 keidensha ou 415系電車) est un type de rames automotrices électrique (EMU), Bi-courantes, utilisées pour les services de banlieue et périurbains japonais, introduites en 1978 (Shōwa 53) par la JNR, puis exploitées par la JR East avant d'être réformées en 2008.
Dans cet article, nous décrirons et expliquerons également les trains de la série A417 (A417 Keidensha) qu'Abukuma Express a acheté à la JR East et a possédé .

## Histoire
Cette série a été développée dans le but de remplacer les trains locaux circulant dans les zones métropolitaines de petite dimension par des trains électriques. Un total de 15 voitures ont été fabriquées, composées en 5 trains de 3 voitures. Toutes les voitures ont été fabriquées par Hitachi .
À l'époque, les chemins de fer nationaux japonais recherchaient la polyvalence sur leurs trains et avaient pour politique d'introduire des trains à double tension et double usage, même pour les sections en courant alternatif exception faite d'Hokkaidō . C'est pour cette raison que cette série a également été conçue pour être compatible avec trois systèmes d'alimentation : 1 500 V DC / 20 000 V AC, 50 Hz / 60 Hz.
Plus tard, il était prévu d'installer l'électrification AC ,non seulement dans la région de Sendai ,mais également dans d'autres zones métropolitaines régionales telles qu'Akita et Kanazawa. Un changement durant la conception sera apporté aux séries 419 et 715, qui sont une reconstruction des  série 581 et série 583 qui étaient des trains express limités . Cette série avec bien d'autres issue de cette époque ,telles les séries 415 , 413 et 717 , possèdent quasiment la même structure de carrosserie.
Dans les années 1970, avec la croissance démographique et la demande accrue de déplacements domicile-travail et scolaire dans les zones métropolitaines locales, les trains de voyageurs en service jusque-là étaient bondés avec la perte de temps qui en découle aux arrêts. Les résidents locaux demandaient des améliorations. En outre, les trains de voyageurs en service a ce moment ,avaient des problèmes d'efficacité opérationnelle et, dans la perspective de la modernisation des lignes en électrique, il est devenu nécessaire de remplacer progressivement ces voitures de voyageurs par des trains diesel et trains électriques..
À cette époque, la série 415 était déjà introduite dans les régions de Joban et de Kitakyushu en tant que train de banlieue pour les zones urbaines, capable de circuler sur des tronçons électrifiés en courant continu et en courant alternatif . Cependant, la série 415 présentait les problèmes suivants au moment d'être introduite sur les  lignes locales.
- Il est difficile de circuler dans les régions froides et sur les lignes de montagne, car il n'est pas équipé d'un dispositif de fermeture semi-automatique des portes, d'une construction résistante au froid et à la neige ou d'un frein de retenue.
- Dans les sections de ligne où se trouvent de nombreuses gares avec des quais de faible hauteur (720mm) en raison de l'absence de marches à proximité des portes passagers, des contre-mesures doivent être prises du côté du matériel roulant ou des installations.
- Il n'est pas nécessaire d'avoir des installations pouvant accueillir un grand nombre de clients, comme la nécessité d'avoir deux ou trois portes de chaque côté.

Pour cette raison, cette série a été développée en réponse à une demande visant à concevoir un nouveau véhicule capable de s'adapter aux climats locaux et aux conditions de transport sur les itinéraires.

## Description

### Extérieure
Semblable esthétiquement à la carrosserie de l'autorail diesel de type Kiha 47 , qui était alors en cours de livraison pour desservir les zones métropolitaines locales sur les lignes non électrifiées, la série 417 avait une structure à deux portes de chaque côté (double vanteaux) , avec la carrosserie au niveau des portes légèrement plus basse pour les quais bas. La section transversale de la carrosserie était également commune aux voitures diesel fabriquées à l'époque.
Le nez est une fenêtre panoramique pénétrante (en 3 pièces) qui est utilisée sur les trains express et de banlieue de JNR depuis la série 153 . Un joint en caoutchouc extensible a été installé sur la porte traversante d'interconnexion pour améliorer l'étanchéité de la cabine du conducteur .
La cabine est similaire à la série 115, mais l'avant est renforcé et élargi de 100 mm par rapport au type suburbain conventionnel.
Deux phares à faisceau scellées sont installés sous la vitre avant et un  klaxon résistant à la neige avec un volet rabattable est installé.
La jupe anti-encastrement /anti neige située sous le nez est large et adaptée aux régions froides.
Compte tenu du fonctionnement dans les régions froides, chaque véhicule est équipé d'un local de déneigement et les portes passagers sont dotées d'un système de commutation automatique/semi-automatique. Le système peut être utilisé depuis n’importe quelle cabine du train.
La peinture était à l'origine rouge n°13 (rose) avec une épaisse bande de crème n°4 placée sous la vitre avant comme couleur d'avertissement , la couleur standard JNR pour les trains de banlieue bicourants.
De plus, dans le cadre d'amélioration du service et pour économiser de la main d'œuvre, un affichage électrique de destination est installé sur le côté.

### Intérieure
Les sièges sont une combinaison de sièges transversaux et de sièges longitudinaux . La distance entre les sièges transversaux a été augmentée de 70 mm, passant de 1 420 mm, qui était la norme pour les voitures de banlieue, à 1 490 mm, améliorant ainsi le confort au même niveau que celui des voitures express.
L'amélioration des sièges a également été adoptée dans les voitures produites durant cette période comme les séries 115-1000 , des séries 415-100, et les séries Kiha 40. On l'appelait le « véhicule à inclinaison des sièges améliorée » et devint par la suite la norme.
Pour lutter contre le froid dans la cabine passagers , les portes  peuvent être commutées en fonctionnement semi-automatique , et la poche de porte est mieux isolée.
Les portes semi-automatiques étaient initialement ouvertes et fermées manuellement et n'étaient applicables que pendant une période de temps limitée (selon la volonté du conducteur), mais après avoir été modifiées pour fonctionner par bouton-poussoir en 1996 , elles sont devenues semi-automatiques en permanence. Un buzzer retentit lorsque le bouton de porte est enfoncé durant le mode semi-automatique , mais il ne retentit pas lorsque le conducteur ouvre ou ferme la porte.
Malgré le fait que c'était la période de promotion de la climatisation dans les trains locaux, en raison de la politique de priorisation des zones urbaines, du climat de la région de Sendai et de la situation financière de la JNR à l'époque, il a été décidé d'installer uniquement un panneau de support de bloc clim afin d'économiser des coûts. Il a été réalisé en prévision d'installation préparatoire pour la climatisation, et la surventilation fut installée a la place. Après cela, en 1988 (Showa 63) , après le passage à la JR, le système de refroidissement central de type AU75G a été installé.

## Caractéristiques techniques
Les véhicules de banlieue conventionnels utilisaient les bogies de type DT21 qui utilisaient des ressorts hélicoïdaux, mais afin d'améliorer le confort de conduite , les bogies pneumatiques DT32F (moteur) et TR69J (porteur) , qui sont les équivalents aux véhicules express limités et express, ont été utilisés.
Compte tenu du fonctionnement dans les régions froides, des protections pour la neige sont fixées au ressort d'essieu, à la boîte d'essieu et au cylindre de frein du bogie porteur. L'ensemble utilise un soufflet en caoutchouc pour le cylindre de frein et est équipé d'un dispositif de nettoyage de la bande de roulement.
Le moteur principal est un moteur à collecteur bobiné en série MT54E avec refroidissement par air forcé . Le rapport de démultiplication a été fixé à 4,82, le même que celui de la série 415.
Le contrôleur principal est équipé d'un contrôleur de résistance à arbre à cames électrique de type CS43A, qui est une version partiellement améliorée du type CS43 utilisé dans la série 381 . Il s'agit d'un système 1C8Mdans lequel une unité contrôle pour deux motrices.
Les freins sont équipés d'un dispositif de réglage de charge de type SELD similaire à la série 415 et d'un frein pneumatique direct électromagnétique à freinage dynamique, ainsi que d'un système de freinage qui prend en compte le fonctionnement sur les tronçons à forte pente comme celui de Fukushima - Yonezawa ( Itaya Pass ) sur la ligne principale Ōu . Ce sont aussi des freins résistants à la neige.
Quant au moteur-générateur/convertisseur statique (MG) de l'alimentation auxiliaire, le type MH135-DM92 (160 kVA) est installé sur le type Kuha 416 afin de prendre en charge la fonction de chauffage améliorée et l'installation future de la climatisation .
Les coupleurs sont du type KE70 à 55 cœurs et d'un type KE76 à 19 cœurs, car une utilisation mixte avec d'autres séries n'était pas prévue.

## Composition
La composition fut de 3 voitures, durant toute l'exploitation de ce modèle. Il était organisé comme suit :
- Kumoha type 417

Motrice avec cabine de conduite sens descendant (vers Ichinoseki) qui forme une unité avec la Moha 416 (les motrices sont toujours placées en duo). Il est équipé d'un contrôleur principal, d'une résistance principale de type CS43A, et des sas d'aération  "coupe-neige" pour l'air de refroidissement du moteur principal qui sont installées sur les côtés. Capacité : 108 personnes (61 places assises).
- Type Moha 416

Motrice intermédiaire qui forme une unité motrice avec le type Kumoha 417. Équipé d'un pantographe de type PS16H résistant à la neige, d' un disjoncteur à air, d'un commutateur AC/DC, d'un parafoudre AC, d'un transformateur de type RS45B, d'un redresseur principal de type TM20 et d'un réacteur de lissage principal, ainsi que des sas d'aération  "coupe-neige" pour l'air de refroidissement du moteur principal sur les côtés. Capacité : 124 personnes (68 places assises).
- Type Kuha 416

Voiture avec cabine de conduite sens montant (vers Kuroiso) . Equipé d' un moteur-générateur/convertisseur statique (MG) MH135-DM92 (160 kVA) et d'un compresseur d'air MH113B-C2000M (CP).Elle est aussi équipée de toilettes et de sas d'aération  "coupe-neige" pour l'air de refroidissement du MG . Capacité : 107 personnes (60 places assises).
| KuMoha (クモハ)417-1 |  | Moha (モハ)416-1 |  | Kuha (クハ)416-1 |
| KuMoha (クモハ)417-1 |  | Moha (モハ)416-1 |  | Kuha (クハ)416-1 |

## Exploitation

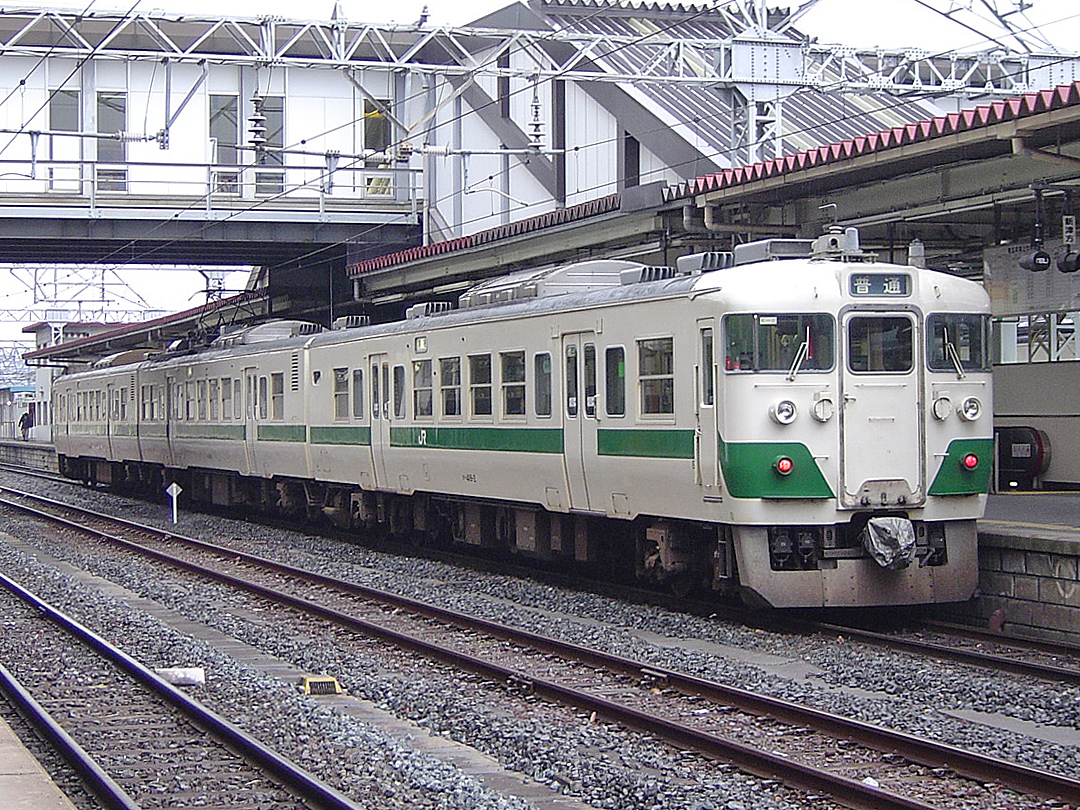
Série 417 sous les couleurs JR post 1990

Le total des 15 voitures, composées de 5 trains de 3 voitures fabriquées en 1978, ont toutes été placées au Sendai Véhicule Center. Elles furent principalement utilisées sur la Ligne principale Tōhoku (tronçon Kuroiso -Fukushima- Sendai - Ichinoseki ) comme trains locaux (omnibus) et rapides « Sendai City Rabbit ».
Vers 1990 ( Heisei 2) après la transition JR , la peinture de la carrosserie a été changée en un fond crème n°10 (ivoire) avec une bande verte n°14, similaire aux séries 455/457 et 717 . De plus, il y eut des tests d'affichage à l'aide de LED et de cristaux liquides (de type lumière réfléchissante) sur les girouettes latérales pendant environ un an.
Cette série a fonctionné uniquement dans la section AC 50 Hz depuis le début de son exploitation commerciale, et plus tard, le sélecteur AC/DC a été fixé du côté AC pour éviter un dysfonctionnement.
Lors des tests après l'achèvement de leur construction, ils ont circulé depuis les usines Kasado d'Hitachi dans la ville de Kudamatsu, dans la préfecture de Yamaguchi, et ont utilisé la section courant continu de la ligne principale de Sanyō, et la section alternatif 60 Hz entre Moji et Minami - Fukuoka sur la ligne Kagoshima. Après les tests, elle furent transférées à Sendai par leurs propres moyens. Ce fut donc uniquement durant ces tests post-production où elles utilisèrent leur fonction bicourant.

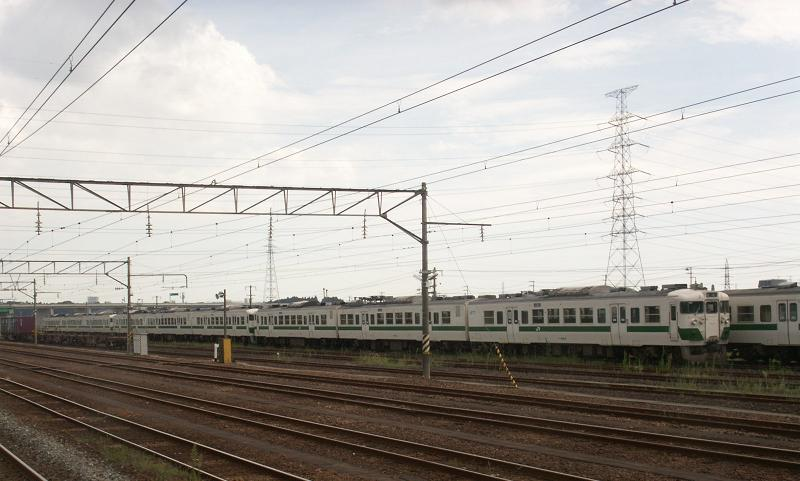
Series 417 sur le faisceau de stockage de la gare de Rikuzen Sanno attendant leur sort.

Elle ont été constamment stationnées à Sendai et opéraient autour de la région de Sendai, mais en raison de leur remplacement par la série E721 , toutes les formations ont cessé leurs opérations régulières le 1er juillet 2007. Après cela, les trains ont été stockés sur le faisceau de stockage à la gare de Rikuzen-Sanno, avec comme situation :
- Formation K-1

En juin 2008, elle a été envoyée au centre général des véhicules de Koriyama pour maintenance. Transféré à Abukuma Express en tant que train de la série A417.
- Formation K-4

Livrée au Koriyama General Vehicle Center en novembre 2007. En décembre de la même année, elle a été envoyée au centre de formation de la succursale de Sendai adjacent à la gare d'Iwakiri .
Elle a été officiellement réformée du service actif en janvier 2008 et a ensuite été utilisée comme véhicule de formation, mais en raison de l'introduction de la série 719 comme nouveau train de formation, la formation K4 a été démantelée le 7 août 2019 
- Formation K-2/K-3/K-5

En août 2008, Elles ont été transportées à la gare ferroviaire de Kashima Rinkai Kamisu et mises au rebut.

## Série Abukuma Express A417
En 2007, Abukuma Express a annoncé une politique d'achat d'un train de trois voitures d'occasion auprès de JR East pour étendre sa flotte. Après de nombreuses discussions avec JR East, il a été décidé d'acheter une série 417 en bon état, et à partir de juin 2008, le Koriyama General Rolling Stock Center a commencé à rénover la formation K-1, anciennement appartenant au Sendai Rolling Stock Center de la JR East, pour en modifier les spécifications particulières à l'entreprise.
Changement de direction de l'organisation.
La peinture a été modifiée pour correspondre à la série 8100 de l'entreprise .
Elle a commencé son exploitation commerciale le 30 octobre 2008  et n'était exploité que les matins et soirs de semaine entre Tomino et Fukushima.
En raison de la révision des horaires du 26 mars 2016, il a été retiré de l'exploitation régulière et son exploitation s'est terminée avec la dernière course le 28 mai de la même année . Plus tard, le 1er juillet 2018, à l'occasion du « Festival d'appréciation du 30e anniversaire » organisé le 1er juillet 2018, l'AT418 a été restauré aux couleurs de la JNR et le numéro du véhicule a été réécrit en Kuha416-1 de l'ère JNR ,. En septembre de la même année, il est transporté par voie terrestre pour être démonté.
|                    | ← Marumori (Tomino)Fukushima → |                  |                      |
| numéro de véhicule | AT418                          | AM417-2          | AM417-1              |
| ancien numéro      | Kuha (クハ)416-1               | Moha (モハ)416-1 | KuMoha (クモハ)417-1 |

| AT418 |  | AM417-2 |  | AM417-1 |
| AT418 |  | AM417-2 |  | AM417-1 |

## Galerie photos

### Extérieur

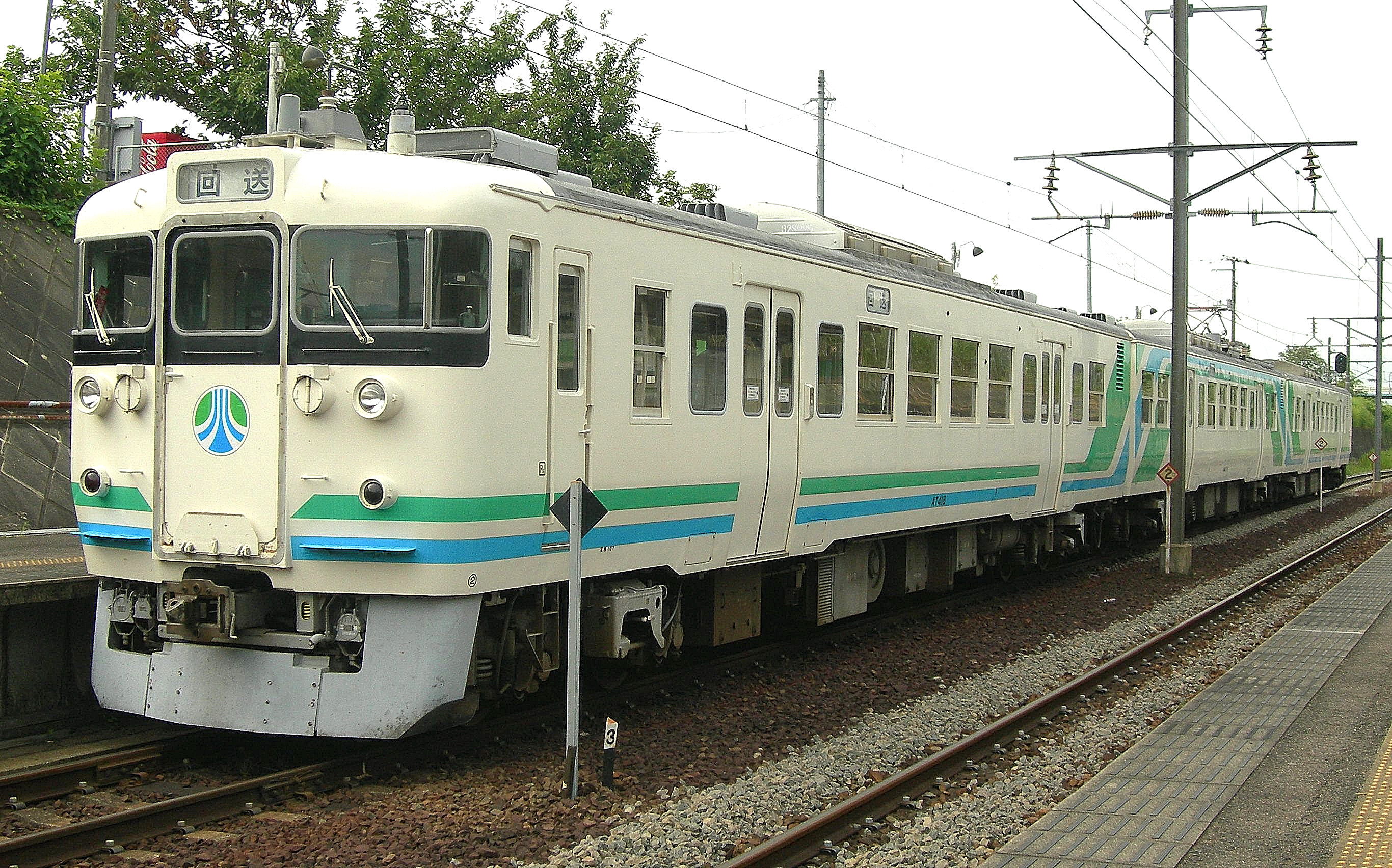
Série Abukuma A417
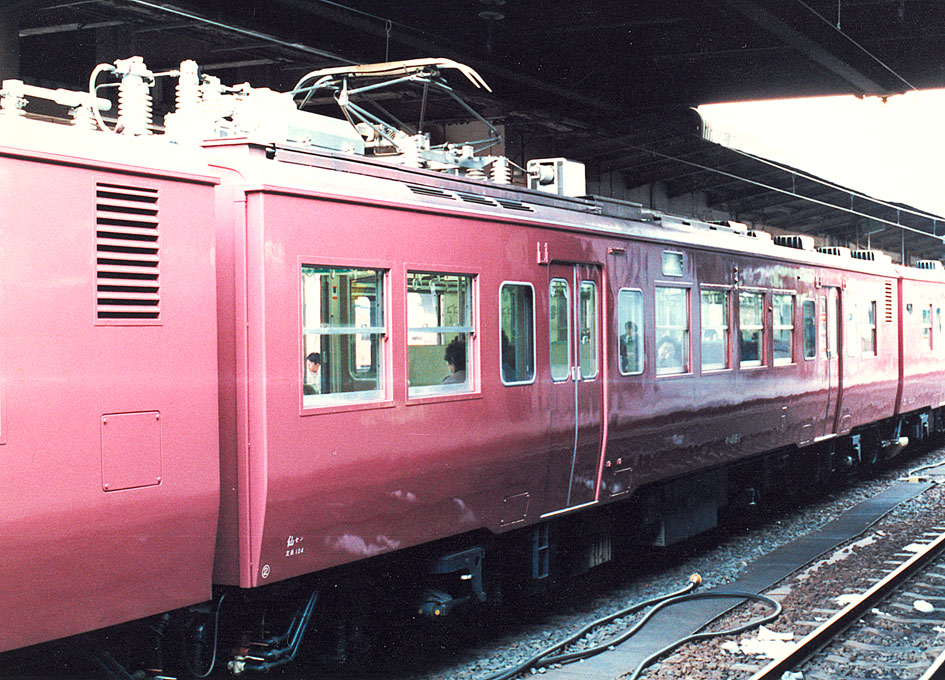
Gros plan sur la grille de ventilation du moteur

### Intérieur

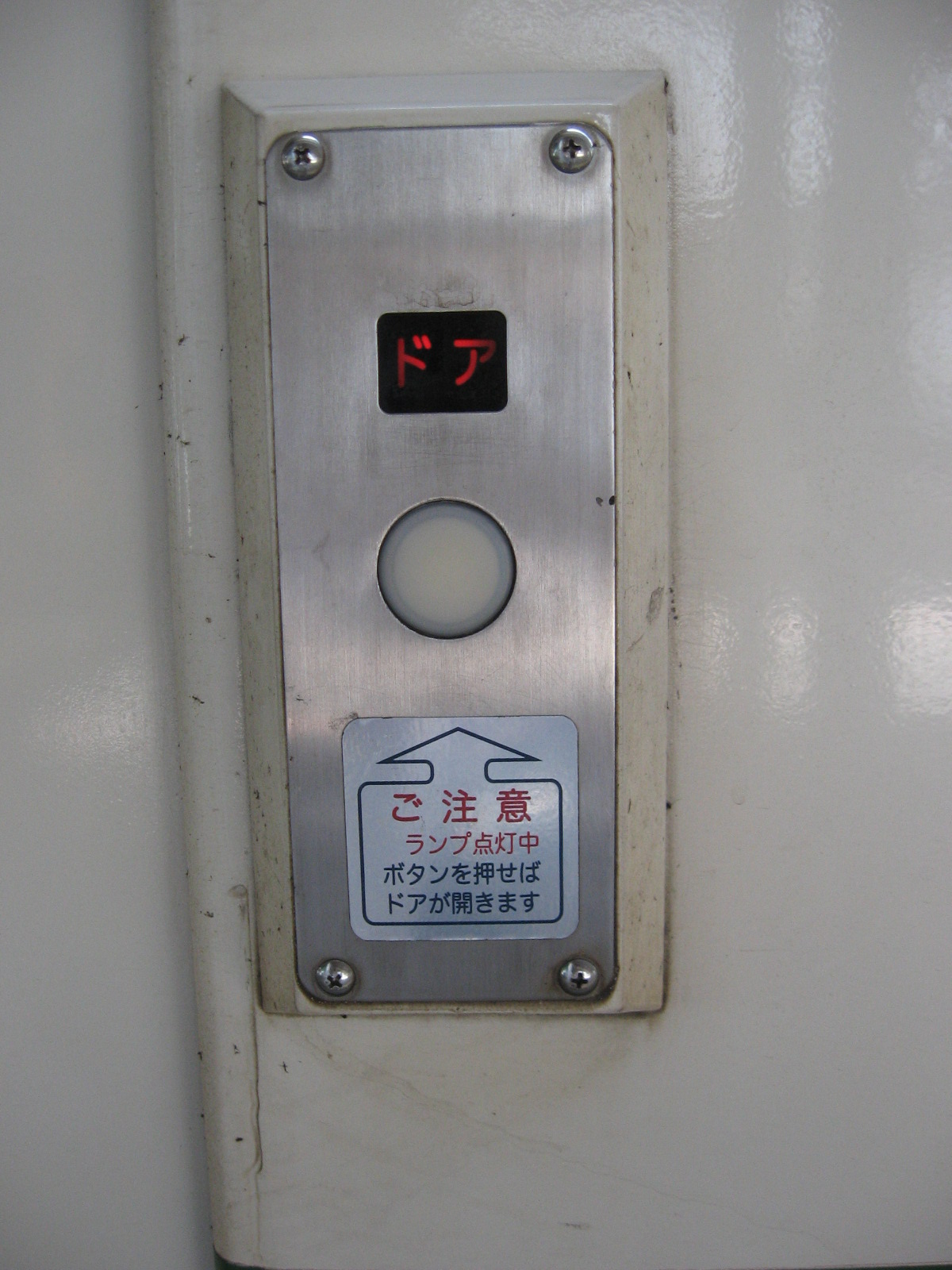
Bouton des portes